# Redemptor Hominis
Redemptor hominis (Le Rédempteur de l'homme) est la première encyclique écrite par le pape Jean-Paul II. Elle pose les bases de son pontificat dans son exploration des problèmes humains contemporains et en particulier des solutions proposées, fondées sur une compréhension plus profonde de la personne humaine. L'encyclique est publiée le 4 mars 1979, moins de cinq mois après l'installation du pape.

## Résumé de l'encyclique
Cette première encyclique de Jean-Paul II examine les grands problèmes auxquels le monde était confronté à l’époque. Jean-Paul II a commencé son pontificat pendant une période de doute et de critique interne au sein de l'Église catholique. Il y fait allusion dans l'introduction en affirmant sa confiance dans un nouveau mouvement de vie dans l'Église, « beaucoup plus fort que les symptômes de doute, d'effondrement et de crise ».
Redemptor hominis expose une solution à ces problèmes pouvant être trouvée dans une meilleure compréhension, plus complète, de la personne humaine et de la personne du Christ. Dans ce but, l'encyclique souligne à plusieurs reprises l’approche philosophique du personnalisme, privilégiée par le pape, une approche qu’il utilisera tout au long de son pontificat.
L'encyclique tente également de préparer l'Église au passage à l'an 2000. Le Pape qualifie les années restantes du XXe siècle de « saison d'un nouvel Avent, une saison d'attente » en préparation du nouveau millénaire.

### L'humanité du mystère de la rédemption
Jean-Paul II montre que les doctrines, centrales dans la foi catholique, de l' Incarnation du Christ et de sa Rédemption du genre humain sont d'abord une preuve de l'amour de Dieu pour l'humanité : « L'homme ne peut pas vivre sans amour... C'est pourquoi le Christ Rédempteur révèle pleinement l'homme à lui-même. » En réponse, celui, aussi faible soit-il, qui veut se comprendre lui-même entièrement doit « assimiler toute la réalité de l'Incarnation et de la Rédemption pour se trouver lui-même. »

### Critique des gouvernements athées
Sans le nommer explicitement, Redemptor hominis s'attaque au système communiste fondé sur l'athéisme, tel que celui que l'on trouve dans sa Pologne natale, un « athéisme programmé, organisé et structuré comme un système politique ». Jean-Paul II le dénonce, sur le plan philosophique, comme étant intrinsèquement inhumain. Citant la célèbre phrase de Saint Augustin : « Tu nous as créés pour toi, Seigneur, et notre cœur est sans repos jusqu'à ce qu'il repose en toi », Jean-Paul II soutient que la personne humaine s'efforce naturellement d'atteindre Dieu (tel qu'il est compris à travers n'importe quelle religion) comme la complétude de l'humanité. Ainsi, affirme-t-il, les systèmes tels que le communisme, qui nient cet aspect essentiel de la nature humaine, sont fondamentalement défectueux et intrinsèquement incapables de satisfaire les désirs humains les plus profonds qui tendent à l’expression la plus complète de la vie humaine. Ceci constitue le fondement philosophique aux actions futures du pape, qui s'opposera avec succès aux régimes  communistes d'Europe de l'est dans le domaine politique, une inflexion par rapport à l'Ostpolitik de Paul VI. 
Le Pape dénonce spécialement les gouvernements qui empêchent la liberté de religion, présentant cela comme une atteinte à la dignité humaine : « la restriction de la liberté religieuse des individus et des communautés est non seulement une expérience douloureuse, mais c'est avant tout une atteinte à la dignité même de l'homme. »

### Message missionnaire et liberté religieuse
Dès avant ses nombreux voyages à travers le monde, le Pape souligne la nécessité de porter le message divin à « toutes les cultures, à tous les concepts idéologiques, à tous les hommes de bonne volonté » avec une « attitude missionnaire » . Cette attitude, insiste-t-il, doit d'abord commencer par une juste considération de « ce qui est dans l'homme ». Il souligne qu’une expression appropriée de cette attitude missionnaire ne peut pas engendrer la destruction des cultures, mais doit plutôt construire sur ce qui existe déjà.
Jean-Paul II utilise cette réflexion comme fondement pour un autre thème central de son pontificat : celui de la liberté religieuse. À partir de la déclaration du concile Vatican II Dignitatis humanae, le pape Jean-Paul II enseigne que toute œuvre missionnaire de l'Église doit commencer par une « estime profonde de l'homme, de son intelligence, de sa volonté, de sa conscience et de sa liberté ». Il continue en désignant l'Église catholique comme la véritable dépositaire de la liberté humaine, tout en rappelant le respect de l'Église pour les autres religions ; ainsi, il adresse implicitement une nouvelle réprimande aux gouvernements communistes qui empêchent la liberté de culte.

### L'union du Christ avec chaque personne
Déroulant un autre aspect du thème personnaliste, le Pape dit qu'il est insuffisant de parler de l'union du Christ avec l'homme comme d'une union impersonnelle du Christ avec l'humanité en général, en tant que conglomérat indifférencié : « Il ne s'agit pas de l'homme «abstrait», mais réel, de l'homme «concret», «historique». Il s'agit de chaque homme... »
Jean-Paul II insiste plutôt sur le fait que le Christ s’adresse à chaque personne en tant qu’individu. Ainsi, chacun peut parcourir son propre chemin de vie et atteindre son plein potentiel à partir de cette expérience personnelle de l'amour du Christ pour lui en tant qu'individu. De la même manière, la mission de l'Église doit aussi être d'aller vers chacun, personnellement : « Cet homme étant donc la route de l'Eglise, route de sa vie et de son expérience quotidiennes, de sa mission et de son labeur, l'Eglise de notre temps doit être, de façon toujours universelle, consciente de la situation de l'homme.»

### Les peurs de l'homme
Le Pape écrit que certaines des plus grandes peurs de l'homme sont le résultat de ses propres créations : les dommages écologiques causés par l'exploitation effrénée de la Terre, et la peur provoquée par la croissance des puissances militaires, avec la menace d'une destruction généralisée, « une auto-destruction inimaginable, en face de laquelle tous les cataclysmes et toutes les catastrophes connues dans l'histoire semblent pâlir ».
Il souligne que, bien que les réalisations technologiques et matérielles de l'homme soient certainement des signes authentiques de la grandeur de l'homme, elles suscitent une question inquiétante : «Ce progrès, dont l'homme est l'auteur et le défenseur, rend-il la vie humaine sur la terre «plus humaine» à tout point de vue? La rend-il plus «digne de l'homme» ?» Encore une fois, la véritable mesure du bien est son effet sur la personne humaine, et pas seulement une simple réalisation et accumulation. L'encyclique enseigne que même si cela est contraire à son intention, tout système purement matérialiste qui ignore essentiellement la personne humaine doit en fin de compte condamner l'homme à être esclave de sa propre production.
Dénonçant un grand déséquilibre des ressources économiques, autre thème récurrent du pontificat, Jean-Paul II encourage ensuite une préoccupation accrue pour les plus pauvres. Il indique que la clef du problème réside dans une responsabilisation morale, fondée sur un approfondissement de la compréhension de la dignité de la personne humaine, telle qu'enseignée par le Christ dans sa description du Jugement dernier dans l'Évangile selon saint Matthieu.

### La mission d'enseignement de l'Église
Anticipant un thème qu’il développera beaucoup plus longuement dans son encyclique Veritatis splendor de 1993, le Pape indique que l’Église est responsable d’une mission prophétique : enseigner la vérité au monde. Il souligne donc l’importance de la catéchèse – l’enseignement des doctrines de la foi – qui a porté ses fruits durant son pontificat, notamment dans la promulgation du Catéchisme de l'Église catholique en 1992 .

### Les sacrements de l'Eucharistie et de la Confession
La fin de l'encyclique contient une section sur l'Eucharistie, un autre thème qui marquera le pontificat. En soulignant que « l'Eucharistie est le centre et le sommet de toute la vie sacramentelle », Jean-Paul II met l'accent sur le thème catholique de l'union personnelle avec le Christ, apportée intimement par la réalité de la personne même du Christ offerte à chaque personne par l'Eucharistie.
Jean-Paul II utilise également la réflexion personnaliste dans sa manière de répondre à une controverse de l’Église après le Concile Vatican II : la question des absolutions collectives. Dans certains cas, le sacrement de confession était alors en effet donné à des groupes de fidèles collectivement, sans confession individuelle. Jean-Paul II critique cela en affirmant que la pratique de la confession individuelle est « le droit de l'homme à une rencontre plus personnelle avec le Christ crucifié et pardonnant ».

### Marie
Inaugurant un schéma qui a marqué toutes ses encycliques ultérieures, Jean-Paul évoque la Vierge Marie dans la dernière section du texte. En particulier, il invite l’Église (terme par lequel il entend tous les fidèles, pas seulement la hiérarchie) à prendre Marie comme mère, comme modèle pour nourrir le monde.